# Reguleret marked
|  | Sammenskrivningsforslag Artiklen Reguleret marked er foreslået føjet ind i Fondsbørs. (Siden 2011) Diskutér forslaget |

Et reguleret marked er et begreb, som i Danmark dækker over en fondsbørs og en autoriseret markedsplads (AMP). 
Den danske definition af et reguleret marked findes i værdipapirhandelslovens § 16, stk. 1, som har følgende ordlyd: 
"Ved et reguleret marked forstås et multilateralt system, hvor der inden for systemet og i overensstemmelse med dettes ufravigelige regler sammenføres eller befordres sammenføring af en flerhed af tredjeparters interesser i køb og salg af værdipapirer på en sådan måde, at der indgås aftaler om handel med værdipapirer, der er optaget til handel efter dette markeds regler eller systemer."
Ovenstående definition har sin baggrund i EU-retten, hvor den nu findes i MiFID-direktivet art. 4(1)(14). MiFID blev implementeret i dansk ret den 1. november 2007 ved lov 108/2007.
Tidligere var en fondsbørs og en AMP to forskellige markedsformer, men MiFID samlede dem under den fælles betegnelse, reguleret marked. De to markedsformer er således nu reelt ligestillede, og de oprindelige betegnelser opretholdes kun af historiske årsager. 
Driften af et reguleret marked varetages af en operatør, som skal have opnået tilladelse efter værdipapirhandelslovens § 7, stk. 1, før virksomheden må påbegyndes.